# Сомбор слово по слово: 101 прича у 30 слова
Сомбор слово по слово : 101 прича у 30 слова је стручна монографија о Сомбору, аутора Милана Степановића, објављена 2020. године у издању Удружења грађана "Норма" и Градске библиотеке "Карло Бијелицки" из Сомбора.

## О аутору
Милан Степановић (1961) српски је завичајни историчар и публициста, издавач и уредник из Сомбора који је, као аутор, објавио или приредио преко тридесет монографија и књига из просветне, културне, црквене и урбане прошлости Сомбора и Војводине.

## О књизи
Сомбор слово по слово : 101 прича у 30 слова, књига са великим бројем чињеница и података, представља добро осмишљен водич кроз прошлост и садашњост града у коме се представљају његове познате, али и већ мање или више заборављене аутентичности. У књизи су сажето, читљиво и занимљиво представљене бројне културне и историјске чињенице уз бројне фотографије, мапе, архивске документе. Концепт књиге (101 прича у 30 слова) даје могућност читаоцу да кроз 101 причу, тематски поређане абецедним редом, упозна или се подсети на све оно што Сомбор чини градом.
Према речима аутора књига је својеврсни водич за заљубљивање у Сомбор, писана на такнкој жици између строге и популарне науке, представља прву књигу о прошлости Сомбора која је на један изразито модеран начин обликована, а садржи и приче-теме које су биле део свакодневног живота, али данас нису део официјалне историје.
У књизи се вешто преплићу приче о артеским бунарима, водарима, фијакерима, бођошима, Мостонги, Великом бачком каналу, салашима, сомборском сиру, сунчаном часовнику, вашарима и пијацама, трговцима, градским улицама, репрезентативној архитектури, споменицима, црквама, капелама и водицама, славним суграђанима (граничарским капетанима, градоначелницима, просветитељима, духовницима, књижевницима, сликарима, композиторима, кинематографима), значајним историјским догађајима и епохама, добошарима, гајдашима, тамбурашима, гостионицама, голубарима, ловцима, спортистима, некадашњим фотографима, старим културним установама, школама, новинама, ђермовима, убрађају, ивањданским венчићима, гастрономским препознатљивостима... Причу о Сомбору у овој књизи затварају дечији радови деце, у узрасту основне и средње школе, који су кроз осам слика показали како изгледа Сомбор оком младих уметника.
Књига Сомбор слово по слово : 101 прича у 30 слова је своју промоцију имала поводом Дана града Сомбора, 17. фебруара 2021. године у сомборском Народном позоришту.
Монографија је штампана у засебној ћириличној и латиничној варијанти, на 320 страна, са преко 700 илустрација, у колору, на кунстдрук папиру, у тврдом повезу.